# Indian Campaign Medal

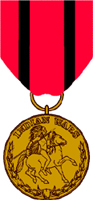
Vorderseite der Medaille

Die Indian Campaign Medal ist eine nicht mehr zur Verleihung gelangende Medaille der Streitkräfte der Vereinigten Staaten.

## Stiftung und Verleihungsvoraussetzungen
Die Medaille wurde 1907 vom Kriegsministerium der Vereinigten Staaten gestiftet. Verliehen wurde die Medaille Angehörigen der US-Streitkräfte für die Teilnahme an den Indianerkriegen zwischen 1865 und 1891. In der Praxis wurden Soldaten ausgezeichnet, die an bestimmten vorab spezifizierten Gefechten oder „jedem weiteren Gefecht gegen feindlich gesinnte Indianer zwischen 1865 und 1891, bei dem Truppen der Vereinigten Staaten getötet oder verwundet wurden“.